# Kara-Dyjkan
Kara-Dyjkan (kirg. i ros. Кара-Дыйкан) – wieś w Kirgistanie, w obwodzie oszyńskim, w rejonie Özgön. W 2022 liczyła 7971 mieszkańców.